# Augustin Maillefer

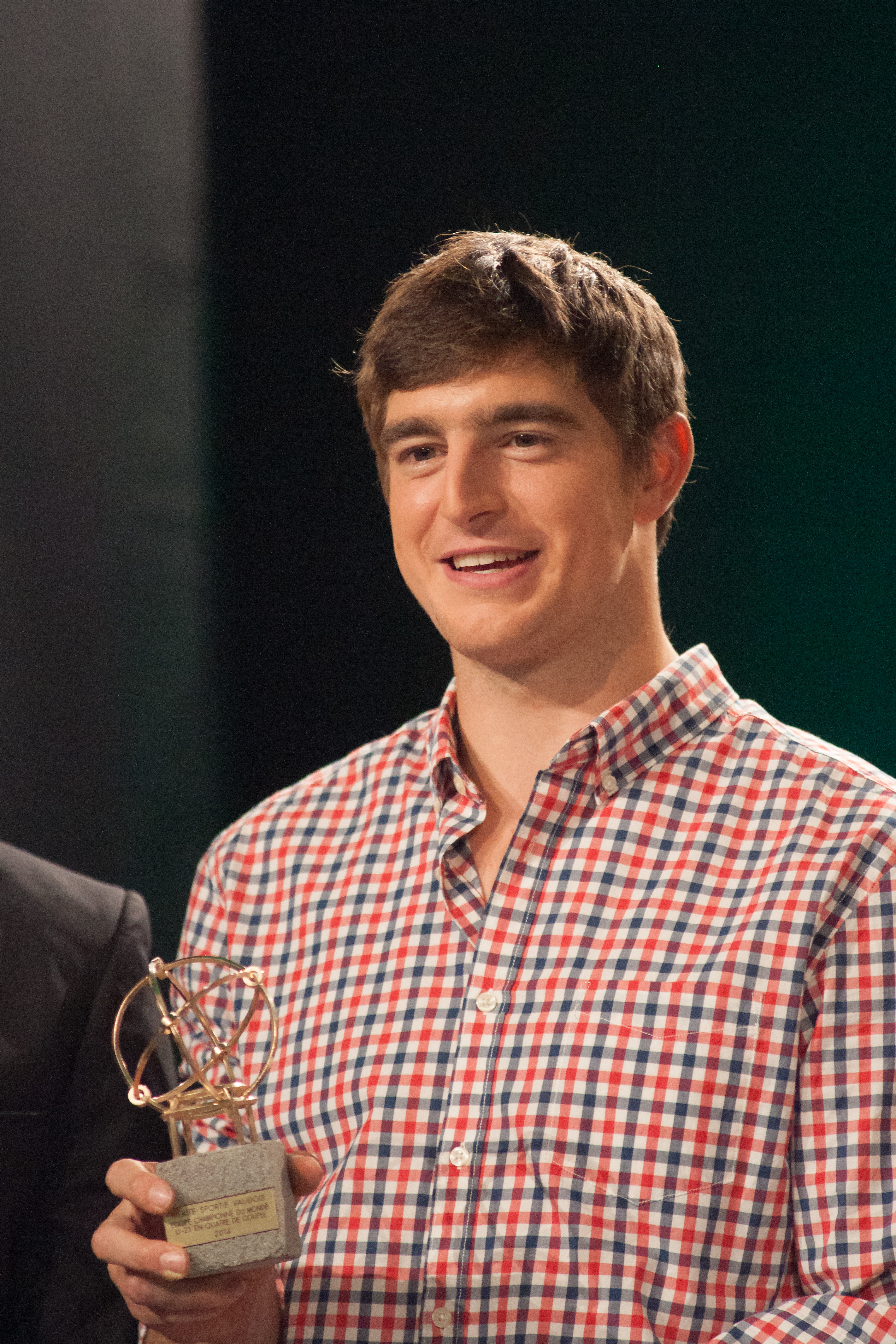
Augustin Maillefer (2014)

Augustin Siméon Désiré Maillefer (* 29. April 1993 in Morges, Kanton Waadt) ist ein Schweizer Ruderer.

## Sportliche Karriere
Der 1,94 m grosse Augustin Maillefer gewann 2010 bei den Junioren-Weltmeisterschaften den Titel im Vierer mit Steuermann. Bei den Olympischen Jugendspielen 2010 in Singapur trat Maillefer im Einer an und belegte den neunten Platz. 2011 erreichte er im Einer den sechsten Platz bei den Junioren-Weltmeisterschaften. 2012 ersetzte er im Schweizer Doppelvierer seinen älteren Bruder Jérémy Maillefer. In der Besetzung Florian Stofer, Nico Stahlberg, André Vonarburg und Augustin Maillefer belegte die Schweizer Crew den zwölften Platz bei den Olympischen Spielen 2012.
2013 erreichte der Schweizer Doppelvierer mit David Aregger, Augustin Maillefer, Nico Stahlberg und Barnabé Delarze den fünften Platz bei den Europameisterschaften in Sevilla. Mit Roman Röösli für Aregger gewann die Crew den Titel bei den U23-Weltmeisterschaften. Bei den Weltmeisterschaften 2013 in der Erwachsenenklasse belegten Aregger, Maillefer, Stahlberg und Delarze den sechsten Platz. 2014 verpasste der Schweizer Doppelvierer mit Damien Tollardo, Maillefer, Stahlberg und Delarze den A-Final bei den Europameisterschaften und belegte den elften Platz. Bei den U23-Weltmeisterschaften siegte der Schweizer Doppelvierer mit Tollardo, Maillefer, Röösli und Delarze. Bei den Weltmeisterschaften in Amsterdam erreichte der Schweizer Doppelvierer mit Stahlberg, Aregger, Maillefer und Röösli den sechsten Platz. 2015 belegten Stahlberg, Maillefer, Delarze und Röösli den siebten Platz bei den Europameisterschaften 2015 in Posen. Bei den Weltmeisterschaften auf dem Lac d’Aiguebelette erreichten die Schweizer den fünften Platz und damit die direkte Olympiaqualifikation. Bei den Olympischen Spielen 2016 in Rio de Janeiro belegten Stahlberg, Maillefer, Röösli und Delarze als Sieger des B-Finals den siebten Platz im Doppelvierer.
Bei den Weltmeisterschaften 2018 in Plowdiw trat Maillefer im Vierer ohne Steuermann an. In der Besetzung Paul Jacquot, Markus Kessler, Augustin Maillefer und Benjamin Hirsch belegte der Vierer den elften Platz. 2019 erreichten Markus Kessler, Joel Schürch, Paul Jacquot und Augustin Maillefer den achten Platz bei den Europameisterschaften in Luzern. Bei den Weltmeisterschaften 2019 in Linz-Ottensheim belegten die Schweizer ebenfalls den achten Platz.
Augustin Maillefer rudert für Lausanne-Sports. Er war Schweizer Meister im Doppelzweier 2013 und 2015 sowie im Doppelvierer 2012 und 2017.